# شسلي بونستل
يُعتبر الرسام الأمريكي شسلي بونستل رائدًا في رسم الفضاء وما يجري فيه، ومبتكرًا لآلاته وأدواته. ولد في سان فرانسيسكو عام 1888م وتعلم الرسم كهواية. أثارت خياله كتب الفلك والعلوم آنذاك، فبدأ ينتج رسومًا خيالية عن العالم الذي أحبه. وبعد إكمال دراسته الثانوية عمل مع والده في تجارة الورق وتلقى دروس الرسم في المساء. وفي عام 1905م قام بزيارة لسان خوسيه وذهب للتمتع بمشاهدة الفضاء عبر التلسكوب المنصوب هناك فسحره جمال ما شاهد وأجّج حلمه القديم، ثم بدأ برسم مجموعة لوحات فضائية.. ولكن زلزال 1906م قضى على جميع لوحاته. توجه بونستل إلى جامعة كولومبيا بنيويورك لدراسة المعمار نزولًا عند إرادة والده، وسرعان ما هجر الدراسة وعمل مصمّم ماكيتات ورسامًا هندسيًا لدى أشهر المعماريين آنذاك وشارك في تصميم جسر البوابة الذهبية المشهور. في عام 1920م تزوج البريطانية روبي هيلدر وعاش معها في بريطانيا لمدة ست سنوات عمل خلالها بالرسم الهندسي والإعلان، كما نُشرت رسوماته في مجلات مرموقة. وحدث أن نُشرت له رسوم هندسية في مجلة (ذي إلستريتيد لندن نيوز)، إلى جانب رسومات فنانين بريطانيين وفرنسيين، كان موضوعها الفضاء، فأثاره الموضوع مجددًا، فذهب إلى هوليود للعمل كرسام مؤثرات خاصة، وسرعان ما ذاعت شهرته، فشارك في رسم خلفيات المشاهد لأفلام كبيرة أشهرها (المواطن كين). انفتح الطريق أمامه حين تعاقدت معه مجلّة (لايف) لرسم مجموعة رحلة عطارد مقابل ثلاثين ألف دولار، فكانت رسومه حية مدهشة، وكان أكثرها إثارة رسمه لأحد أقمار عطارد (تيتان) وهو مغطى بالغيوم والغازات، ورسم ذلك من خياله ليثبت فيما بعد ما تخيله. وفي عام 1947م شارك في مشروع الطائرة الفضائية وكانت لوحاته للطائرة في إقلاعها وهبوطها تفوق الخيال وتسحر الألباب. وفي عام 1949م جمع رسومه في كتابه الأول فصار أكثر الكتب مبيعًا. أقنعت رسوماته الكثيرين بأن الرحلات الفضائية يمكن أن تتحول إلى واقع، والكثير من مهندسي الفضاء ورواده بدأ حلمهم الفضائي بمشاهدة لوحاته في طفولتهم.. يقول كارل ساغان: لم أكن أعرف ما هي العوالم الأخرى حتى رأيت رسومات بونستل للنظام الشمسي. ازدادت شهرته مع رسومه لأفلام الخيال العلمي مثل رحلة إلى القمر، فارس الفضاء وغيرها. وكان صديقًا شخصيًا لرائد صناعة الصواريخ الفضائية العالم الألماني الأصل فون براون الذي يقول عنه: كنت دائمًا أعطيه رسوماتي الأولية فيعيدها لي حية مع الكثير من الملاحظات. وكانت رسوماته، المفضلة شعبيًا، من الأعمال التي عُرضت على زعماء الكونجرس وشكلت دافعًا لتخصيص ميزانيات برامج الفضاء.
1. 1 2  مذكور في: موسوعة بريتانيكا على الإنترنت. مُعرِّف موسوعة بريتانيكا على الإنترنت (EBID): biography/Chesley-Bonestell. باسم: Chesley Bonestell. الوصول: 9 أكتوبر 2017. لغة العمل أو لغة الاسم: الإنجليزية.
2. 1 2  مذكور في: الشبكات الاجتماعية وسياق الأرشيف. مُعرِّف الشبكات الاجتماعية ونظام المحتوى المؤرشف (SNAC Ark): w6bz7bxg. باسم: Chesley Bonestell. الوصول: 9 أكتوبر 2017. لغة العمل أو لغة الاسم: الإنجليزية.
3. 1 2  مذكور في: قاعدة بيانات الخيال التأملي على الإنترنت. معرف كاتب في قاعدة بيانات الخيال التأملي على الإنترنت: 494. باسم: Chesley Bonestell. الوصول: 9 أكتوبر 2017. لغة العمل أو لغة الاسم: الإنجليزية.
4. ↑  مُعرِّف "كُونُور" (CONOR): 292437347. مذكور في: CONOR.SI.
5. ↑  مُعرِّف قائمة الاتحاد لأسماء الفنانين (ULAN): 500010488. مذكور في: قائمة الاتحاد لأسماء الفنانين. تاريخ النشر: 11 فبراير 2009. الوصول: 22 مايو 2021. لغة العمل أو لغة الاسم: الإنجليزية.
6. ↑  وصلة مرجع: https://www.nmspacemuseum.org/inductee/chesley-k-bonestell/. الوصول: 17 يوليو 2023.
7. ↑  "Kittinger Inducted Into Space Hall of Fame". Florida Today. 15 أكتوبر 1989. ص. 59.